# Juan San Martín
Juan San Martín Ortiz de Zarate (Éibar, Guipúzcoa, 23 de junio de 1922 - Fuenterrabía, Guipúzcoa, 30 de mayo de 2005) fue un escritor y fotógrafo español. Es también conocido por su seudónimo, Otsalar.
Prestigioso escritor y literato en euskera, fue miembro de la Real Academia de la Lengua Vasca y primer ararteko, defensor del pueblo del País Vasco.

## Biografía
Con catorce años tuvo que salir, junto con su familia, de su ciudad natal a Iurre y después a Bilbao, Santander y Gijón debido a la guerra civil, donde fue apresado junto a su madre y sus tres hermanos por una fragata del Ejército Nacional.
Cuando volvió a Éibar alternó el trabajo como tornero con los estudios nocturnos de técnicas industriales que ocultaban la verdadera vocación humanística de San Martín.
Hizo el servicio militar en Madrid y le tocó hacer de traductor de Euskera. 

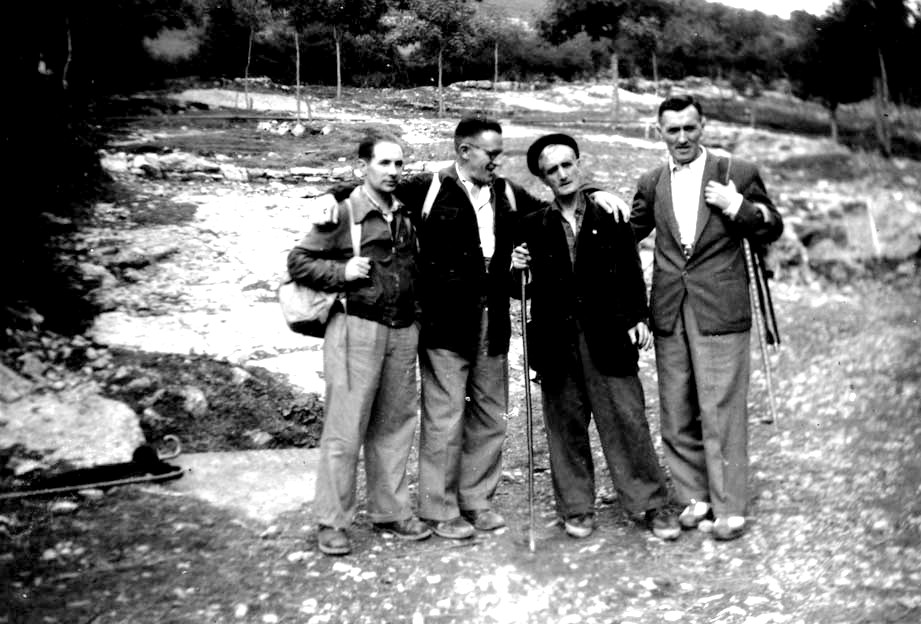
Juan San Martín, Carlos Linazasoro, Indalecio Ojanguren y Andrés Espinosa. Homenaje en 1952 en Aránzazu, Guipúzcoa al fotógrafo eibarrés.

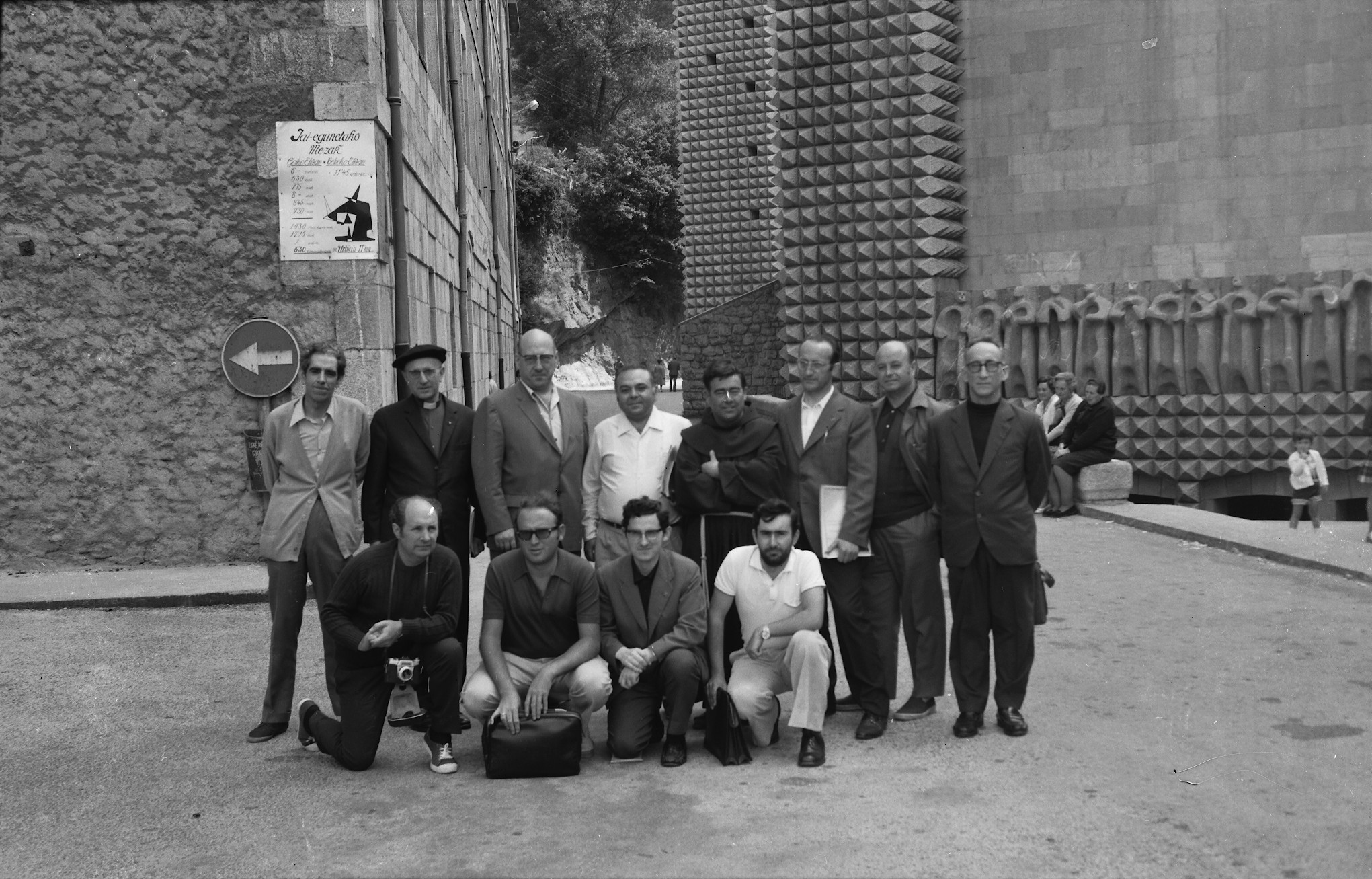
Miembros de Euskaltzaindia reunidos en el santuario de Arantzazu en 1972. Arriba de izquierda a derecha: Koldo Mitxelena, Iratzeder, Jean Haritxelhar, Alfonso Irigoien, Luis Villasante, Jose Mari Satrustegi, Patxi Altuna e Imanol Berriatua. Debajo: Juan San Martín, José Luis Lizundia, Joseba Intxausti y Xabier Kintana.

De talante inquieto e investigador, desarrolló varias facetas, desde su trabajo en el torno y su labor fotográfica a sus estudios y producción literaria. El 18 de diciembre de 1964 entró a formar parte de la Real Academia de la Lengua Vasca, en donde ocupó diferentes cargos. Perteneció al Consejo General Vasco en 1978, institución preautonómica del País Vasco, y luego, en 1989, fue nombrado Ararteko, Defensor del Pueblo del País Vasco, cargo que ostentó hasta 1995. Entre 1994 y 1995 fue el presidente del Instituto Europeo del Ombusdman. Forma parte de la Real Sociedad Bascongada de Amigos del País.
Entre sus actividades estuvo la pasión por la montaña y la arqueología. Mantuvo contactos con la Sociedad de Ciencias Aranzadi y José Miguel de Barandiarán. En 1995 la Federación Española de Montaña le otorgó la Medalla al Mérito Deportivo.
Murió en Fuenterrabía el año 2005, a la edad de 83 años, siendo proclamado Hijo Predilecto de la localidad de Éibar en la sesión plenaria celebrada el 17 de noviembre de 2006.
Su archivo histórico ha sido recogido por el Departamento de Cultura y Euskara de la Diputación Foral de Guipúzcoa.

## Obra literaria
El primer trabajo que Juan San Martín publicó fue una biografía sobre la vida y la obra de Juan Antonio Moguel en 1959. Luego realizó muchas obras más entre las que están:
- Euskeraren oztarpean.
- Estudio etnográfico del Valle de Urraul Alto.
- Escritos euskéricos.
- Uhin berri. Bidez.
- Gogoz.
- Giro Gori.

Fue director de la revista Egan entre 1983 y 1989, y tiene en su haber más de 5.000 artículos escritos sobre diversos temas.